# Austroglanis sclateri
Austroglanis sclateri là một loài cá thuộc họ Bagridae. Nó là loài đặc hữu của Nam Phi.